# Punta dels Guíxols
La Punta dels Guíxols és el turó que s'alça endins del mar a Sant Feliu de Guíxols. En aquest turó s'instal·laren els primers pobladors íbers d'aquesta vila baix-empordanesa. Té una alçada de 17 metres i al cim del turó s'hi alça l'edifici del Salvament, on antigament s'hi ubicava el salvament marítim, d'aquí li ve el nom. Actualment és el Museu del Salvament Marítim.